# Herb Wielkiego Księstwa Finlandii

Herb Wielkiego Księstwa Finlandii – przedstawiał dwugłowego czarnego orła Imperium rosyjskiego na którego piersiach znajdowała się tarcza herbowa z tradycyjnym herbem Finlandii – złotego lwa w polu czerwonym, pochodzącego z XVI wieku. Tarcza herbowa jest ukoronowana koroną wielkoksiążęcą.
Istniała również wersja mała herbu – sama ukoronowana tarcza herbowa z tradycyjnym herbem Finlandii.

Mała wersja herbu
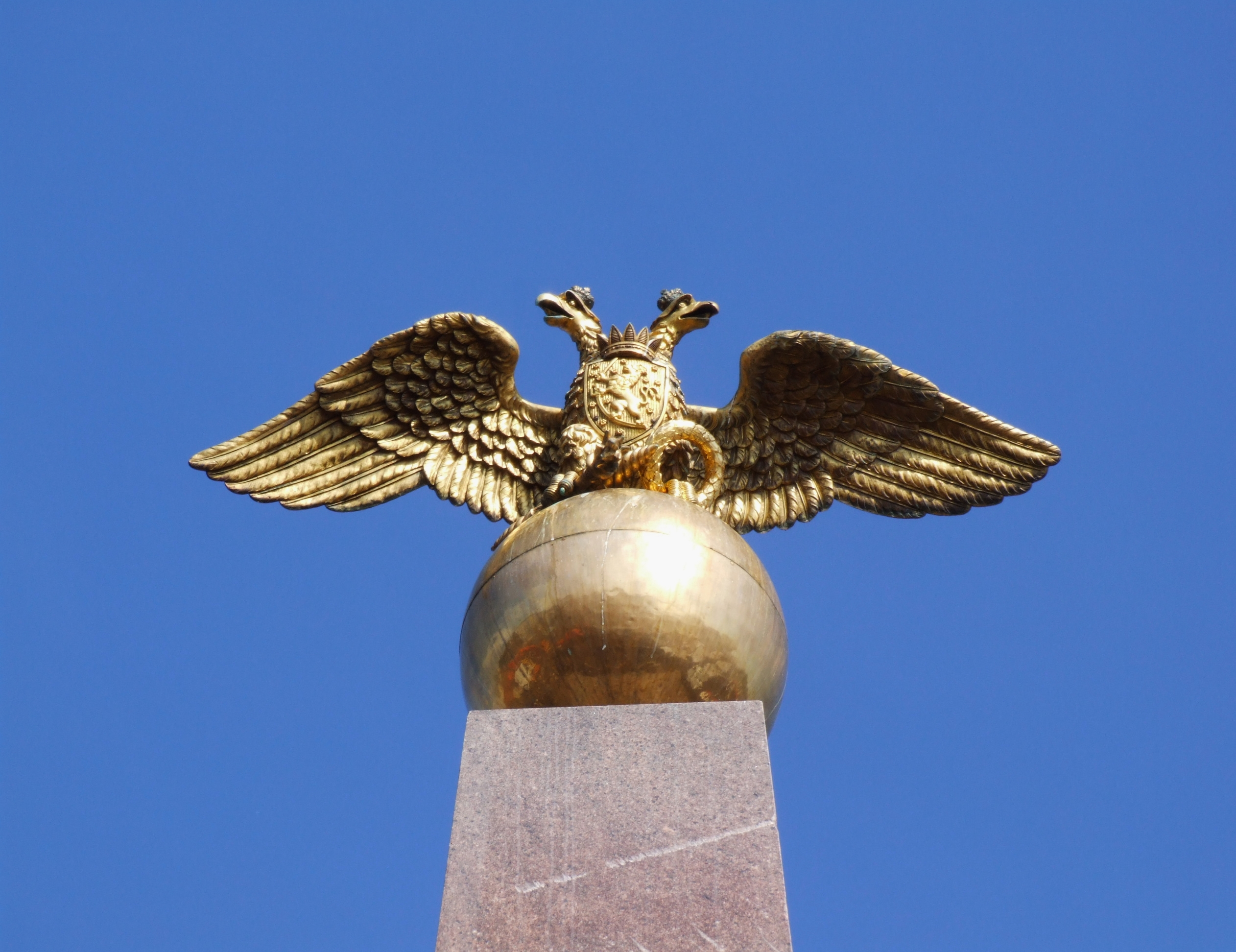
Herb Wielkiego Księstwa na obelisku w Helsinkach